# Strižičevac
Strižičevac je naselje u Republici Hrvatskoj u Požeško-slavonskoj županiji, u sastavu grada Lipika.

## Zemljopis
Strižičevac se nalaze zapadno od Lipika, susjedna naselja su Kapetanovo Polje na sjeveru,  Brekinska na zapadu te Toranj na istoku.

## Stanovništvo
Prema popisu stanovništva iz 2011. godine Strižičevac je imao 18 stanovnika.
| broj stanovnika |       |       |       | 177   | 69    | 92    | 97    | 78    | 95    | 113   | 110   | 96    | 56    | 35    | 27    | 18    | 14    |
|                 | 1857. | 1869. | 1880. | 1890. | 1900. | 1910. | 1921. | 1931. | 1948. | 1953. | 1961. | 1971. | 1981. | 1991. | 2001. | 2011. | 2021. |